# Mongeta del ganxet

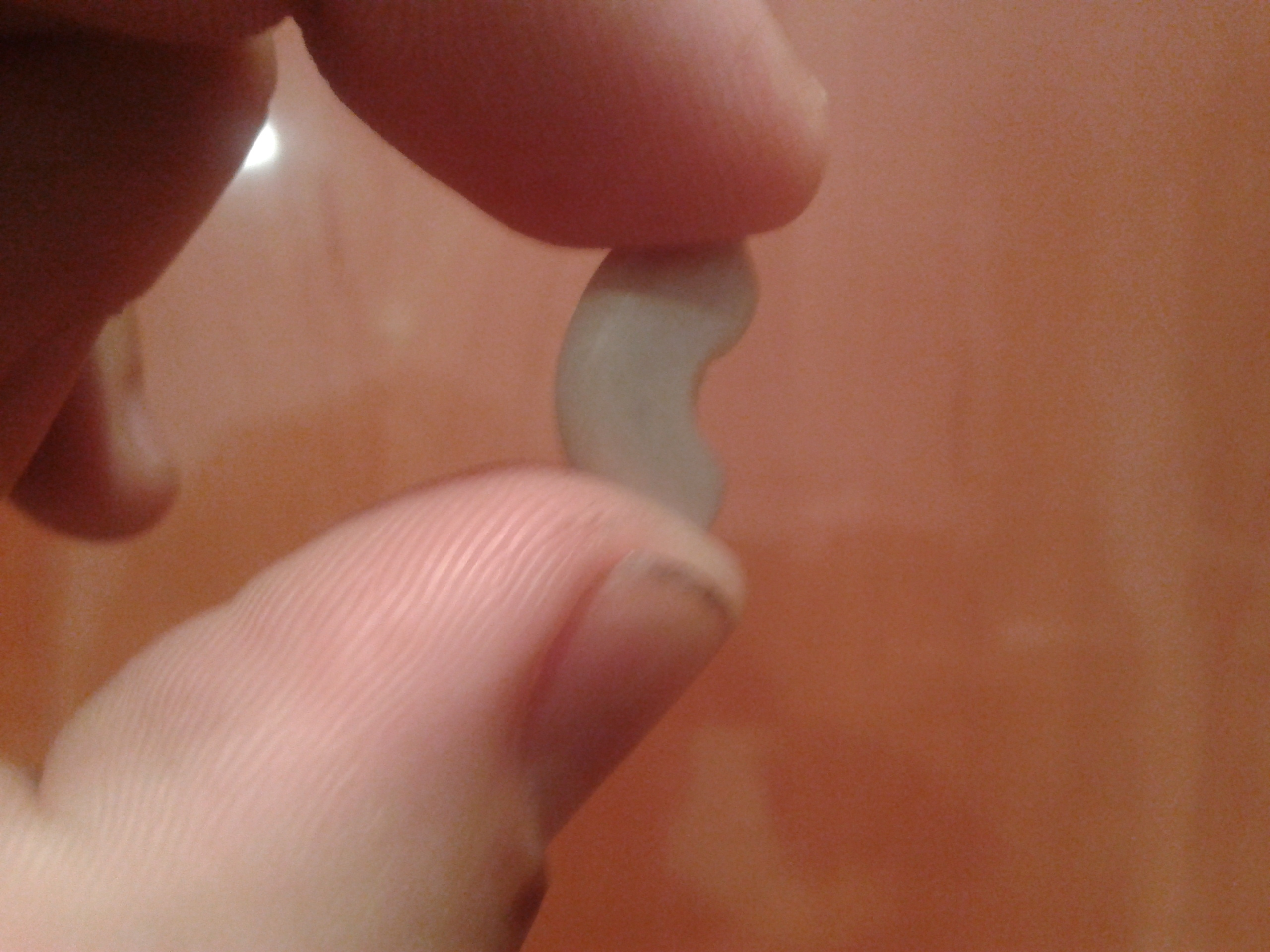
Mongeta del ganxet comercialitzada

La mongeta del ganxet és una varietat local produïda i seleccionada pels agricultors i agricultores des de fa més de 150 anys. La llavor de la qual es caracteritza per tenir forma de ganxo, i és molt apreciada pel seu gust i la poca percepció de la pell.
És una varietat de mongeta (Phaseolus vulgaris), típica de la zona del Vallès, Maresme, La Selva, Bages, Empordà, Osona, Gironès, Garraf, Baix Llobregat. La sembra es fa al mes de juliol, de forma habitual darrere del cereal. La collita arriba al mes de novembre, amb un cicle aproximat de 120 dies. El mètode de regadiu va des de la inundació fins al degoteig, passant per diversos tipus d'aspersió.
Importada des de continent americà, l'entrada de la mongeta del ganxet a Catalunya és encara motiu d'estudi. Apareix citada a la literatura per primera vegada a finals del segle xix, com un conreu a Castellar del Vallès, sota el nom de «filaire», sinònim antic de «ganxet». La seva principal característica alimentària és l'elevada proporció proteica, mentre que a nivell gastronòmic destaca per la seva pell molt poc perceptible, cremositat elevada i persistent, i sabor extremadament suau i característic.

Logotip de la DOP Mongeta del Ganxet

El 23 d'abril de 2007, la Generalitat de Catalunya adoptà la decisió d'inscriure-la al registre de Denominació d'Origen Protegida amb el nom de Mongeta del Ganxet. Productors i la societat civil van passar de la incredulitat a la indignació. Algú es va apropiar indegudament del nom d'una varietat, d'un bé comú. La UE va desenvolupar un Reglament 1151/2012, que regulava, entre d'altres, les DOP: “Tampoc podra registrar-se com DO, ni IGP, cap nom que entri en conficte amb el nom d'una varietat vegetal…”.
Posteriorment, aquesta denominació fou modificada per la de mongeta del ganxet Vallès-Maresme. L'any 2012, la Unió Europea li va atorgar la denominació d'origen protegida a nivell europeu amb la menció d'Apel·lació Geogràfica Protegida (AGP).
Actualment, la mongeta del ganxet es comercialitza sota les presentacions de seques, cuites per a consum al mateix dia i seques i envasades. Les mongetes del ganxet seques es comercialitzen a l'engròs i envasades.
Ramon Casamada i Faus va ser un dels promotors de l'Associació de Productors de Mongeta del Ganxet i del Consell Regulador provisional de la DOP Mongeta del Ganxet Vallès-Maresme.

## Història

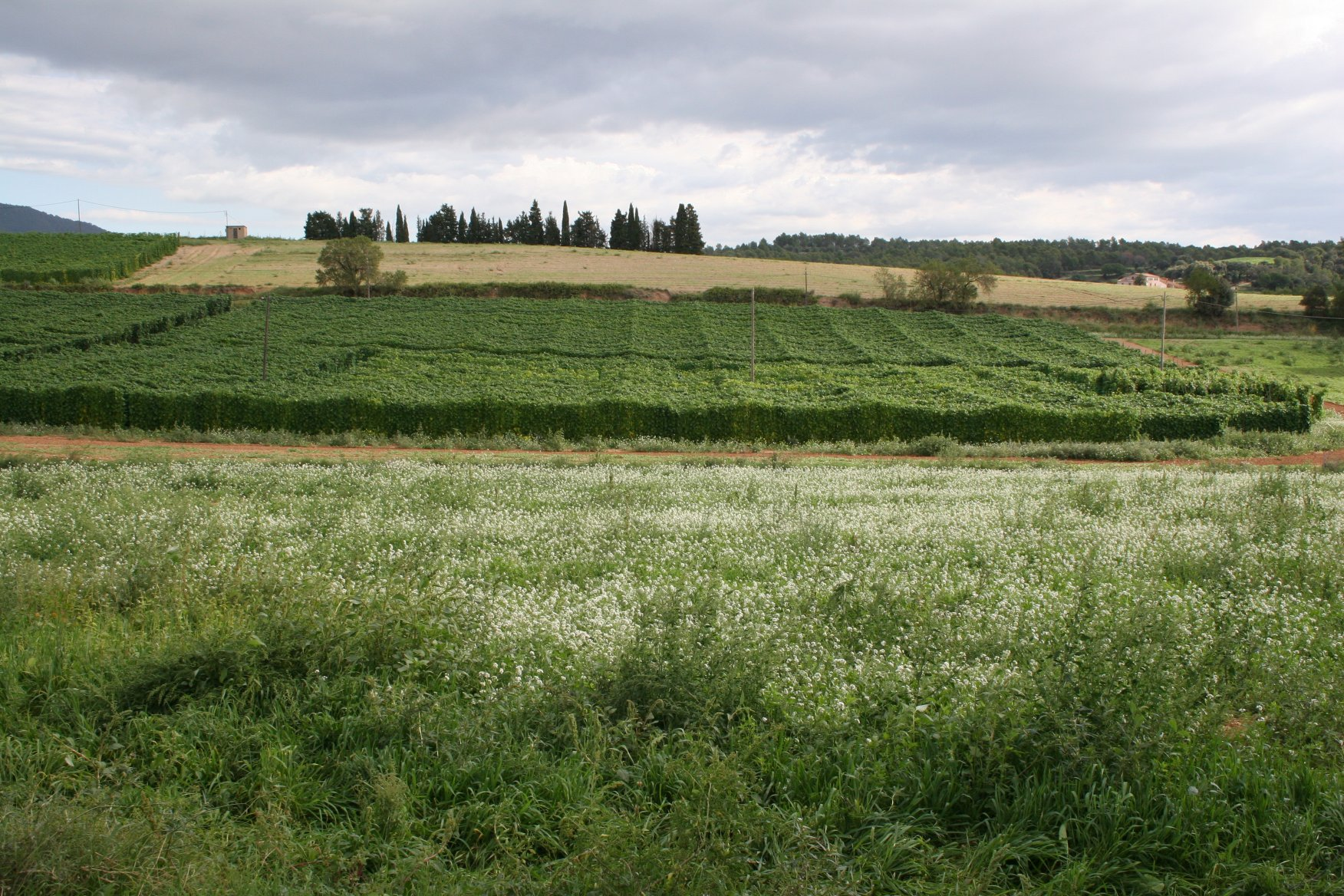
Els voltants de Castellar del Vallès, primer lloc on és localitzada la Mongeta del ganxet.

L'origen de la mongeta del ganxet, com el de la mongeta en general, és encara incert per als estudiosos de la matèria. Segons diferents estudis, alguns pobles indígenes del continent americà ja n'havien consumit i algunes hipòtesis apunten que és un dels primers vegetals que els humans van conrear. La introducció de la varietat del ganxet a Catalunya és desconeguda, tot i que alguns estudis apunten que durant els segles xviii i xix a la zona de Tarragona, s'introdueix aquesta varietat com a resultat de l'intercanvi comercial amb l'Amèrica Central i l'Amèrica del Sud i es difon a partir del litoral del Maresme. Altres autors, però, sostenen la hipòtesi que hi ha suficients evidències que fan raonable pensar que la mongeta del ganxet arriba a Catalunya a través d'algun port del Maresme com seria la distribució geogràfica actual del cultiu, el seu origen històric en el patrimoni gènic mesoamericà i la variabilitat genètica que presenten les seves poblacions. Val a dir, que el Maresme era als segles xviii i xix un punt d'intercanvi comercial amb Amèrica Central i les Antilles el que hauria permès l'expansió de la mongeta del ganxet cap a les comarques limítrofes que formen l'actual Denominació d'Origen Protegida (DOP). La mongeta del ganxet, pròpiament dita, apareix citada en la literatura per primera vegada a finals del segle xix, on es parla d'aquesta llegum cultivada a Castellar del Vallès amb el nom de filaire, el sinònim antic de ganxet. Posteriorment, a començaments del segle xx, és recopilada amb el nom de ganxet en un llibre de cuina. No obstant això, el nom de mongeta filaire es conserva, avui dia, en algunes localitats.
Molt arrelada a les comarques del Vallès, la mongeta del ganxet es consumia exclusivament com a menjar de pagès, sovint com a guarnició de la botifarra o la col. D'ençà que la seva producció és estimulada, en ser objecte de diferents estudis i projectes de millora, s'evoluciona el seu potencial culinari de manera que esdevé un acompanyant per a diversos aliments. L'any 2007, les mongetes del ganxet s'agermanen amb les mongetes de Tolosa del País Basc.

## Medi natural
La mongeta del ganxet és un producte de la terra, que es fa a Catalunya des de fa cents d'anys i que el seu nom i les seves característiques han sigut seleccionades durant dècades pel saber pagès en funció de les seves terres, la seva producció, dels gustos dels consumidors. En aquesta tasca no hi ha intervingut millores genètiques artificials ni formades, el renom de la mongeta ja existia abans de qualsevol Consell Regulador.

### Tipus de terra
El cultiu s'efectua fonamentalment en sòls originats a partir de materials que procedeixen de roques sedimentàries i metamòrfiques: francoargilosa, francolimosa, francoarenosa i franca. El pH és lleugerament alcalí i és freqüent la presència de calci. L'elevada quantitat d'àcids urònics presents a la pell de la mongeta del ganxet tolera una certa combinació amb el calci que dona com a resultat una pell que no es desintegra però que és imperceptible quan es consumeix.

### Tipus de clima
El clima de conreu d'aquesta varietat, és el típic mediterrani. Temperat i sec, amb pluviometria mitjana anual vora els 500-700 l/m², amb distribució irregular, principalment concentrada en les estacions de primavera i tardor, i amb un estiu tradicionalment sec. Amb aquestes condicions és possible un cicle de cultiu de juliol a novembre, ja que la maduració del gra es produeix en un període de suaus temperatures, el que confereix a les mongetes, pells poc perceptibles i de textura cremosa. El cultiu i la selecció durant generacions de la mongeta del ganxet a la zona geogràfica delimitada, han donat lloc a una varietat totalment adaptada a les condicions de la zona.

## Cultiu
La mongeta del ganxet, a la seva zona tradicional, s'acostuma a sembrar entre el 5 de juliol i el 20 de juliol. Sovint es fa darrere el cereal, seguint un sistema de rotació d'horta. A part d'encaixar bé en les rotacions, la data de sembra està molt relacionada amb la maduració de la mongeta que ha de coincidir amb la tardor, afavorint que aquesta no desenvolupi pells especialment dures. Les tècniques de cultiu són variables, incloent el tutorat de les plantes (la mongeta del ganxet és de creixement indeterminat i necessita tutors). Tradicionalment, pel tutorat s'usen canyes en grups de quatre, i en files de polleres que es solen separar vora 800 metres, mentre que entre els punts de sembra dins d'una fila solen estar a mig metre. Tot i que, hi ha mecanismes mecanitzats per batre la terra i, fins i tot, per batre les mongetes al camp a mesura que es van collint, la preparació del sòl requereix llaurar i passar la fresa per tal de desterrossar, tasques que habitualment es fan de forma manual.
|                      | Localitat[1] | Producció neta[1] | Pes 100[2] | Flor[3] | Ganxo[4] |
| -------------------- | ------------ | ----------------- | ---------- | ------- | -------- |
| Castellar del Vallès | 2234         | 2493              | 49,4       | 48      | 2,17     |
| Gallecs              | 1308         | 1573              | 47,2       | 47      | 2,12     |
| Tordera              | 1268         | 1503              | 41,3       | 41      | 2,04     |
| La Roca del Vallès   | 833          | 1014              | 39,5       | 42      | 2,08     |

1  Kg/ha¹
2  Pes de 100 llavors en grams
3  Flor en dies des de la sembra fins a la floració
4  grau de ganxo
El mètode de regadiu va des de la inundació fins al degoteig, passant per diversos tipus d'aspersió. Un dels grans perills per a aquest tipus de mongeta són els fongs, per aquest motiu els experts recomanen sembrar en secà i regar immediatament després mitjançant degoters, ja que les elevades humitats i temperatures que s'acostumen a conjugar en altres mètodes com el reg per inundació acostumen a donar els pitjors resultats. Normalment, la sembra es fa de manera directa, o en tac, la qual limita en molts casos la infecció per fongs. Una vegada les mongetes s'han batut, s'han de destriar manualment o mecànicament, i una vegades triades s'han de congelar a 20 °C sota zero, durant un parell de dies, per tal d'assegurar que moren els diversos insectes que la poden malmetre durant l'emmagatzematge. Passat el període de congelació, es pot guardar en sacs hermètics tenint en compte que la calor endureix les mongetes i que, perquè conservin les seves característiques sensorials, s'han de guardar a una temperatura pròxima als zero graus.

## Característiques

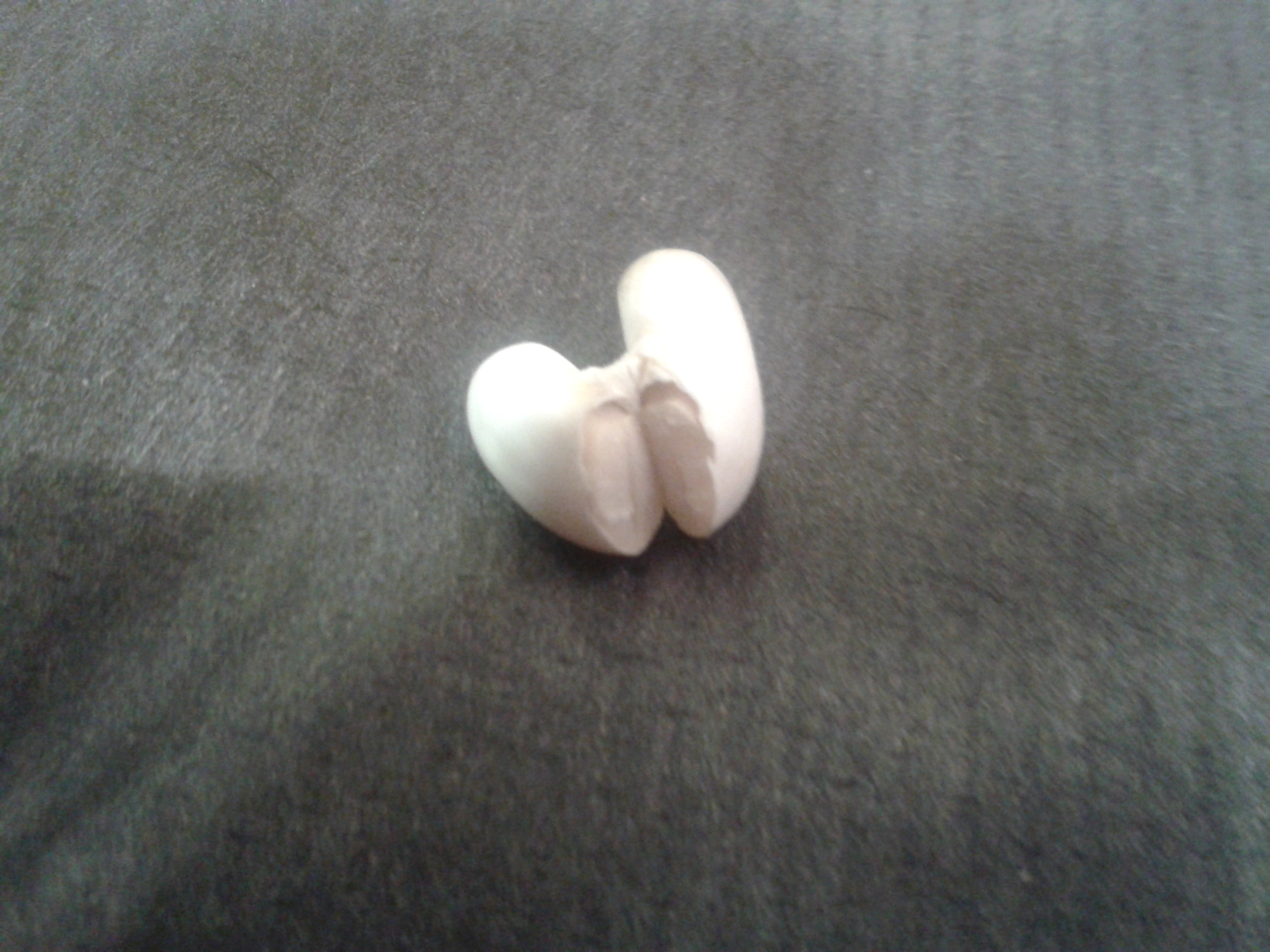
Les mongetes del ganxet són altament proteiques

### Botànica i característiques generals
La mongeta Ganxet pertany a l'espècie Phaseolus vulgaris L i és un tipus varietal tradicional català fàcilment recognoscible per la forma ganxuda de la llavor fins i tot després de ser cuinada, ja que es consumeix com a llegum gra, sec i cuit. La sembra es fa al mes de juliol, de forma habitual darrere del cereal. La collita arriba al mes de novembre, amb un cicle aproximat de 120 dies. El sistema de cultiu és en regadiu, tutorat amb malles o canyes, ja que presenta hàbit de creixement indeterminat enfiladís. Cal considerar la mongeta Ganxet, doncs, com una mongeta tardana amb hàbit de creixement de tipus IV.
La sembra es realitza a mitjans del mes de juliol, per evitar que la floració coincideixi amb els màxims rigors de l'estiu, i si la recollida fos més tard del mes de novembre es podria comprometre la collita al coincidir amb el període de gelades i pluges continuades. Les plantes es solen tallar per la base quan han arribat a la maduresa i quinze dies abans de la collita per a facilitar-ne l'assecat. El gra es neteja d'impureses i seguidament es realitza un tractament per evitar que hi hagi corcs. El tractament consisteix en la congelació durant quaranta-vuit hores abans dels tres mesos des de la collita, si aquest no s'ha fet abans en el magatzem.

### Agrobotàniques
La mongeta ganxet és una mongeta tipus varietal tradicional amb un creixement indeterminat i enfiladís del conegut com a tipus IV. Es caracteritza per les flors blanques i llavors blanques, aplanades i extremadament arronyonades (d'aquí el significat de ganxet, ja que recorda un ganxo petit). Té un cicle aproximat de cent vint dies. Les beines solen mesurar uns 15 cm de longitud mitjana, i allotgen habitualment quatre llavors. Les producció sol ser més baixa comparada amb altres varietats enfiladisses conreades a la zona. De fet dins de la variabilitat que presenta el tipus varietal es manifesten correlacions genotípiques que determinen que les formes més típicament ganxet tinguin un percentatge més elevat de proteïna, uns nivells baixos de midó i una producció més baixa que la resta de mongetes.

### Morfològiques
Les característiques morfològiques de la mongeta ganxet són les de grans blancs, lleugerament brillants, aplanats, fortament arronyonats amb grau de ganxo (d'aquí prové el seu nom). Per a poder ser reconegudes com a denominació d'origen el grau de ganxo ha de ser d'entre 2 i 3 en una escala de curvatura de 0 a 3 per al conjunt de l'espècie Phaseolus vulgaris L., d'acord amb una figura que permet avaluar aquest grau editada pel Departament d'Agricultura, Ramaderia, Pesca, Alimentació i Medi Natural.

### Químiques
Les característiques químiques de la mongeta del ganxet són d'una elevada proporció proteica i una baixa proporció de midó (especialment d'amilosa, amb una concentració al voltant del 6% menor que la varietat blanca ronyó tipus White kidney).

### Organolèptiques
Des del punt de vista organolèptic destaca la seva pell molt poc perceptible, cremositat elevada i persistent, i sabor extremadament suau i característic. En les proves de tast realitzades pel panel de tastadors de l'Escola Superior d'Agricultura de Barcelona, la mongeta del ganxet sempre obté els valors sensorials més baixos de percepció de la pell i més alts de cremositat. Aquests aspectes s'han relacionat amb la seva elevada concentració d'àcids urònics a la pell. i la proporció elevada de proteïna i baixa concentració d'amilosa als cotiledons.

## Malalties i paràsits

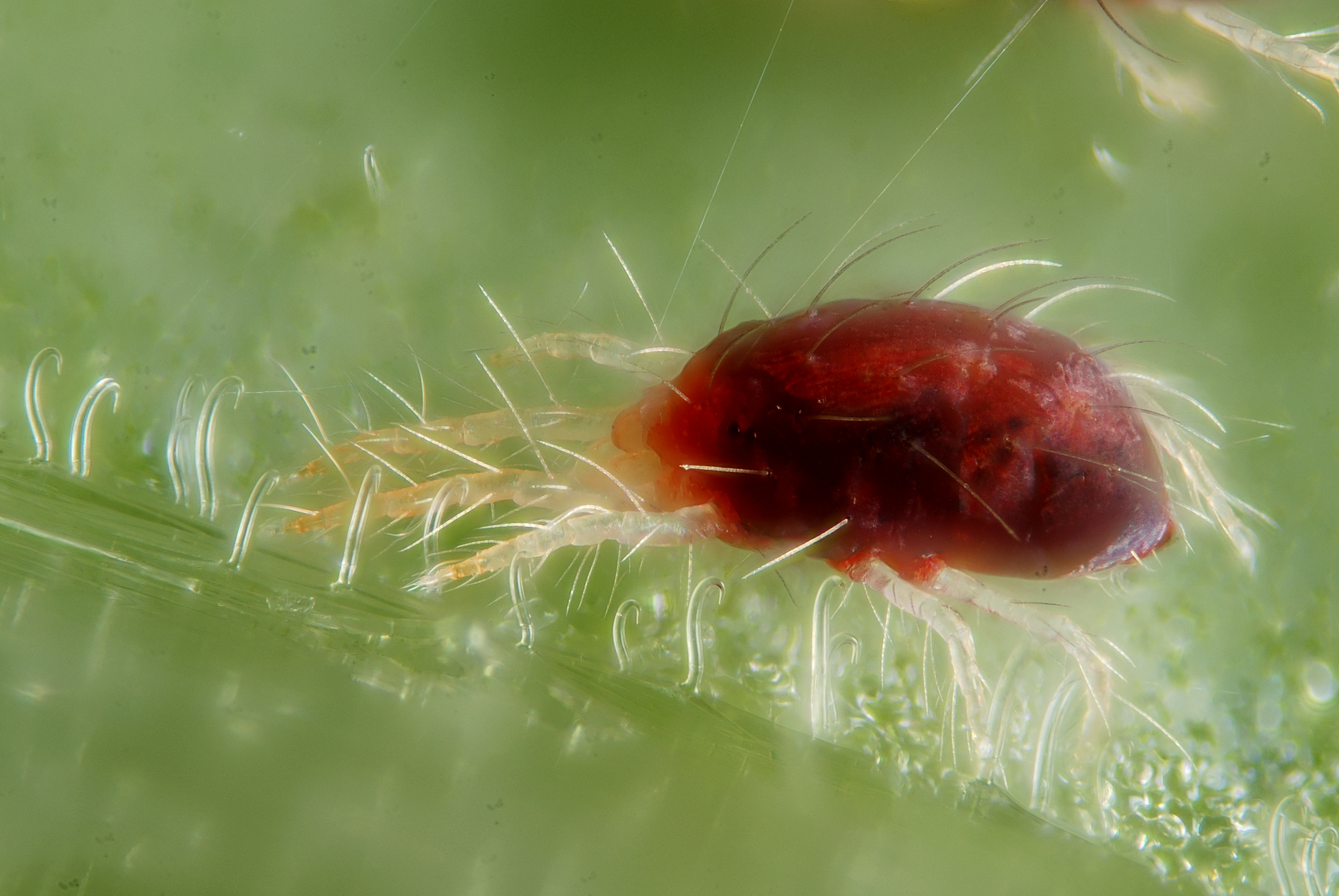
Una aranya roja

### Virus i bacteris
Els virus més habituals són variants dels virus del mosaic. Malgrat que aquest virus estan molt estesos no acostumen a afectar de forma greu a les plantes de les mongeteres, a excepció de si les condicions ambientals per al desenvolupament de la planta són molt desfavorables. No hi ha tractament contra els virus i l'únic mitjà de control és sembrar la llavor sana i controlar els insectes vectors que ens propaguen la malaltia.
No són freqüents les malalties bacterianes en la mongeta del ganxet. De totes maneres, hem observat incidències incipients de diverses espècies del gènere Pseudomonas que alteren la fulla o la tavella, amb lesions en forma de taca de greix o d'oli. N'afavoreixen el desenvolupament la humitat i l'elevada temperatura. No hi ha tractaments antibiòtics específics autoritzats com a bactericides, però com a preventiu i amb certa eficàcia curativa es poden emprar els compostos cúprics que són bactericides i que estan autoritzats en mongeta per al tractamentcontra els fongs (antracnosi).

### Fongs i oomicets
Els oomicets i fongs viuen al sòl i sobreviuen desenvolupant una vida sapròfita. Si les condicions d'humitat i temperatura són més elevades del que és ideal solen infectar la llavor o, a vegades, les primeres arrels. Concretament, el Pythium sp. sovint podreix la llavor i les plantes no emergeixen, mentre que la resta de varietats poden matar la planta en estadi de plàntula o romandre-hi dins perjudicant el seu desenvolupament. Són el principal perill per a les collites de mongeta del ganxet, i en moments d'estrès és quan solen progressar i poden arribar a matar la planta en qualsevol estadi. Tots aquests fongs i oomicets poden afectar les plantes, encara que són especialment habituals cap al final del cultiu quan la humitat és més elevada. En els cultius tutorats amb canya l'aplicació dels tractaments és difícil, mentre que en els tutorats amb xarxa es pot mecanitzar fàcilment.

### Artròpodes
L'aranya roja, el pugó, l'Heliothis i l'armigera són artròpodes molt nocius pel cultiu de la mongeta del ganxet i que poden arribar a ser causants de greus pèrdues. Especialment preocupant és el tractament del Heliothis, que s'ha de començar en el moment de les postes d'ous per evitar que les erugues siguin inaccessibles als insecticides. Un cop la mongeta seca ha estat recol·lectada, els jaumets són uns artròpodes que les poden danyar, buidant-les. És per això que s'ha d'evitar emmagatzemar-les en llocs on la temperatura és elevada (a mitja primavera, per exemple) i es recomana conservar-les en cambres frigorífiques.

## Gastronomia

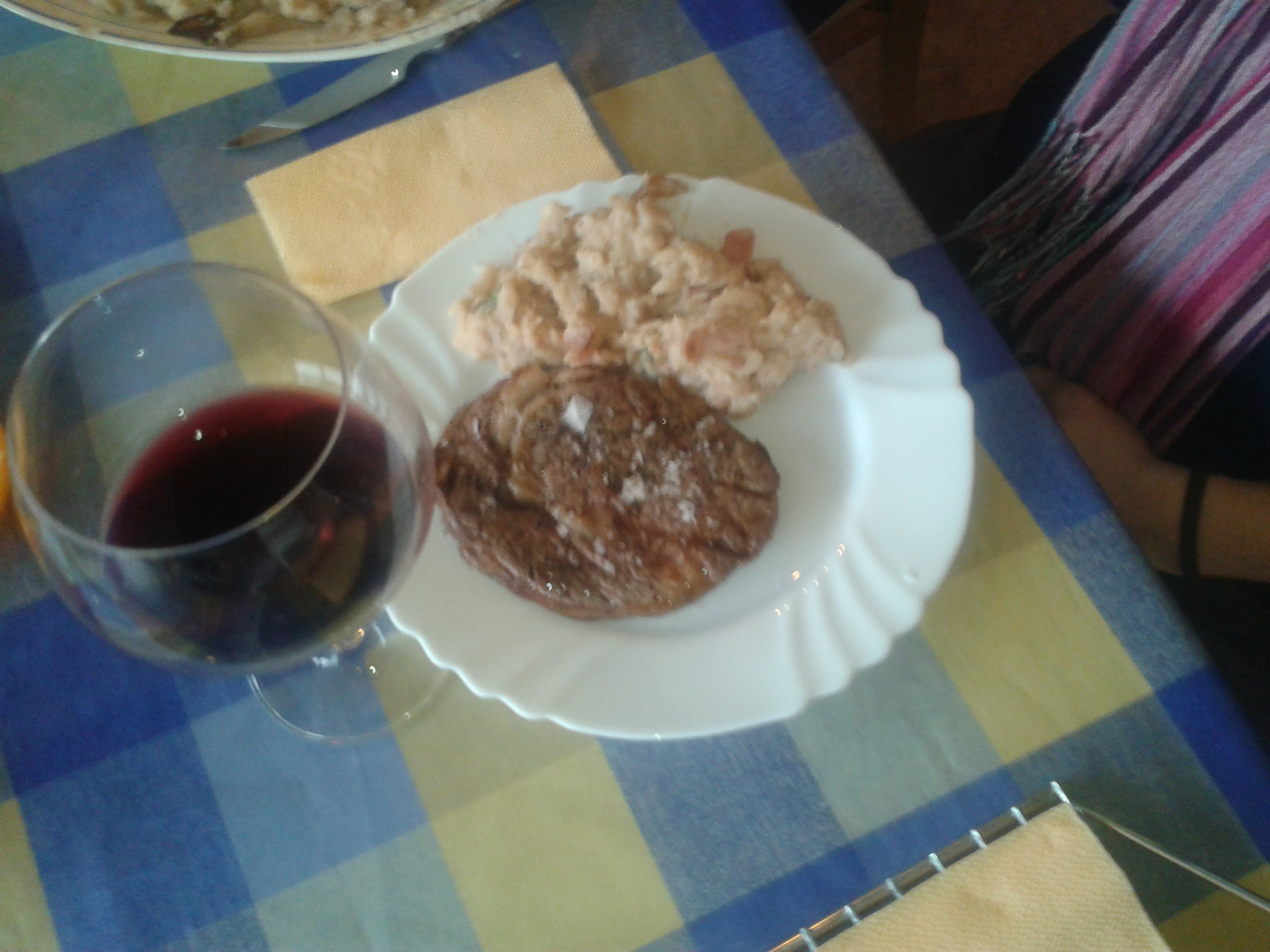
Un plat de carn de Bou amb mongetes del ganxet d'acompanyament.

La mongeta del ganxet està molt lligada a nombrosos plats tradicionals o de creació encara que també són molt apreciades simplement bullides i amanides amb una mica d'oli d'oliva verge extra.
Dins la cuina tradicional als Països Catalans es mengen sovint passades per la paella, amb una mica de cansalada, com acompanyament, sent emblemàtica la botifarra amb mongetes, o bé guisades, amb un sofregit i embotits o carns. Solen haver-ne, també, a l'escudella. Les mongetes seques trinxades s'utilitzen també en forma de puré o per a fer mandonguilles i hamburgueses vegetarianes. També s'usen per a l'empedrat de mongetes amb bacallà, el farro tarragoní, les mongetes estofades amb galta o tripa de porc, el bacallà amb mongetes, les mongetes amb ànec i el costellam de porc, entre d'altres. Pel que fa a la cuina de creació es troben plats de mongetes amb bolets, mongetes amb cloïsses, bacallà amb mongetes, espinacs i ou dur, tàrtar amb bacallà i ganxet, etc. A partir d'un consum eminentment popular s'han incorporat actualment a les propostes dels restaurants més prestigiosos de Catalunya.
Recentment, el cuiner Rafael García Santos va organitzar una cata de mongetes al restaurant donostierra Arzak. La mongeta del ganxet fou qualificada com la millor mongeta d'Espanya, ja que segons els especialistes és una mongeta superior, d'una delicadesa insòlita que es mostra a la seva pell imperceptible, a la finura extrema y a la mantecositat i al fet que es volatilitza amb rapidessa.

## Zona geogràfica
És una varietat de mongeta (Phaseolus vulgaris), típica de la zona del Vallès, Maresme, La Selva, Bages, Empordà, Osona, Gironès, Garraf, Baix Llobregat.

## Denominació d'Origen

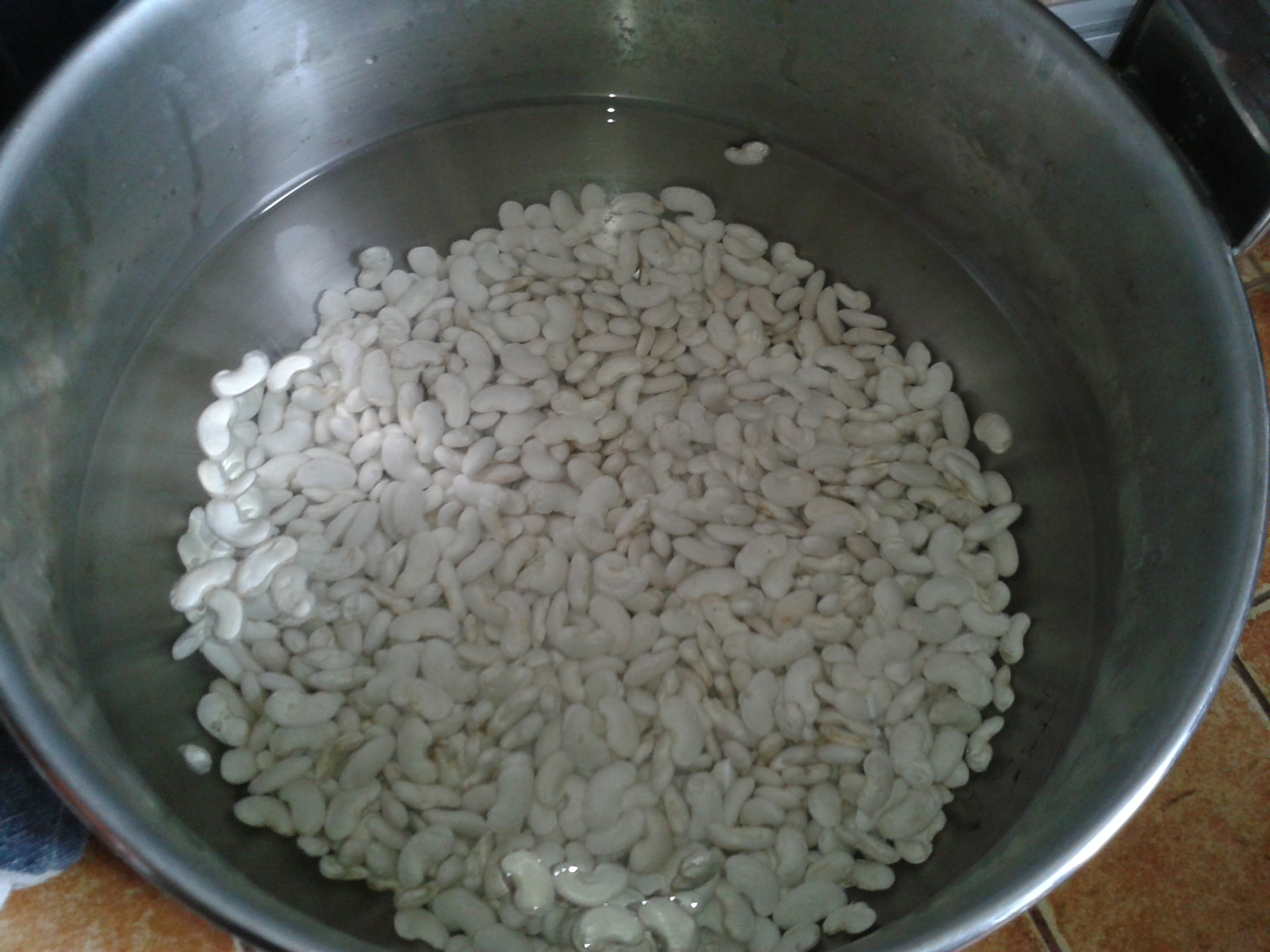
Mongetes del ganxet en remull

Per tal que les mongetes del ganxet puguin ser considerades amb denominació d'origen, han de provar, mitjançant una sèrie d'elements, que el producte és originari de la zona. En aquest cas, tal com marca la normativa reguladora, els controls i la certificació del producte són l'element fonamental que n'avala l'origen i la qualitat. Aquests elements són els següents:

### Autocontrol
Segons indica el plec de condicions que regula la D.O.P de la mongeta del ganxet, les mongetes quan arriben a les indústries elaboradores, que prèviament s'hauran inscrit al registre corresponent, són destriades en funció de l'estat higiènic i, sobretot, en funció de si compleixen les característiques morfològiques de la varietat. A més, s'ha de comprovar que la llegum procedeix de plantacions inscrites al registre de plantacions del Consell Regulador. A partir d'aquí, s'inicien anàlisis morfològiques, organolèptiques i químiques d'acord amb la normativa vigent només les que superen tots els processos d'autocontrol són envasades (tant en sec com en conserva) i surten al mercat emparades per la Denominació d'Origen, amb l'etiqueta, contraetiqueta o distintiu de qualitat numerat lliurat pel Consell Regulador.

### Certificació
Les mongetes del ganxet que volen gaudir de la Denominació d'Origen Protegida estan sotmeses als controls de traçabilitat que realitza l'entitat de certificació reconeguda com a tal per la Generalitat de Catalunya, que inclou tant el control del sistema d'autocontrol dels operadors com el control del procés d'elaboració i de la qualitat de les mongetes envasades amb Denominació d'Origen Protegida. En aquest sentit, totes aquelles mongetes que volen gaudir de la protecció han de complir amb els següents aspectes.

### Condicions de cultiu
La Mongeta del Ganxet és una planta herbàcia de port indeterminat, que necessita aspres, els més comuns dels quals són la canya, la malla plàstica o les barnilles. Per preparar el terreny, primer ha d'haver-hi un llaurat de pales o grada de discs per enterrar les restes del cultiu anterior i a continuació es fan diverses passades de cultivador per esmicolar els terrossos. A vegades es finalitza amb un passi de fresadora. La sembra s'ha d'efectuar després de la collita del cereal. S'ha comprovat que la maduració en una època poc calorosa és més lenta i afavoreix la formació de pells poc perceptibles i textura més cremosa.
La densitat de sembra depèn del sistema utilitzat, és de 66.000 plantes/ha amb un marc d'1,5 m entre fileres i 2-3 llavors cada 20 cm a les asprades amb malla de plàstic, i 50.000 plantes/ha amb un marc de 80 x 50 cm i 3 llavors per cop a les asprades mitjançant canya. Els sistemes de reg habituals són per degoteig o aspersió. Les necessitats d'aigua augmenten ràpidament amb el creixement de la planta, i aquesta és especialment sensible a la falta d'aigua en el moment de la floració. Les plantes se solen tallar per la base a la maduresa i amb una antelació de quinze dies abans de la collita per facilitar el seu assecatge. La collita és un procés fonamentalment manual, tot i que la tecnologia ha permès mecanitzar-ne una part. En el cas de l'asprada amb malla de plàstic, aquesta s'ha de recollir junt amb les plantes i es trillen en una era amb un tractor. A continuació es retiren les restes de malla i el gra es passa per una ventadora. A les sembrades amb canyes, es pot recollir la planta retirant les canyes i passant-la directament a una trilladora.
A més a més, el plec de condicions que determina la DOP té en compte el mètode de processat, la forma de conservació, el tipus de transport i distribució i l'etiquetatge.

### Tractament post-collita
Per netejar la mongeta d'impureses i descartar les llavors malmeses és obligatori, si es vol optar a tenir el reconeixement i la protecció DOP, realitzar una tria del material collit. Aquesta es podrà mecanitzar o fer-se manualment. Per la desinsectació del gra no és permès l'ús de productes químics, i s'ha d'utilitzar la congelació a, com a mínim, 18 graus sota zero durant 48 hores. Per entrar al congelador la mongeta s'haurà de tenir en un contingut d'humitat amb una humitat inferior al 16%.

### Crítica
Des de part dels agricultors hi ha hagut una forta crítica a la D.O.P., ja que limita la quantitat de producte aptes per a la venda sota el nom de mongeta del ganxet.

## Consell regulador
El consell regulador, creat a partir del desenvolupament reglamentari de l'ordre del conseller que establia la denominació d'origen, té les funcions d'establir quins són els requisits de producció, elaboració i envasat que han de tenir les mongetes que s'emparin en la denominació d'origen. El mateix consell té la funció de vetllar pels drets i els deures de les persones implicades, establir el mateix funcionament i el sistema organitzatiu així com vetllar pel seu finançament. Aquest consell el formen 7 persones, 2 representants del sector productiu, dos representants del sector d'envasat, 2 representants del sector d'elaboració i un secretari tècnic.

## Formes de comercialització

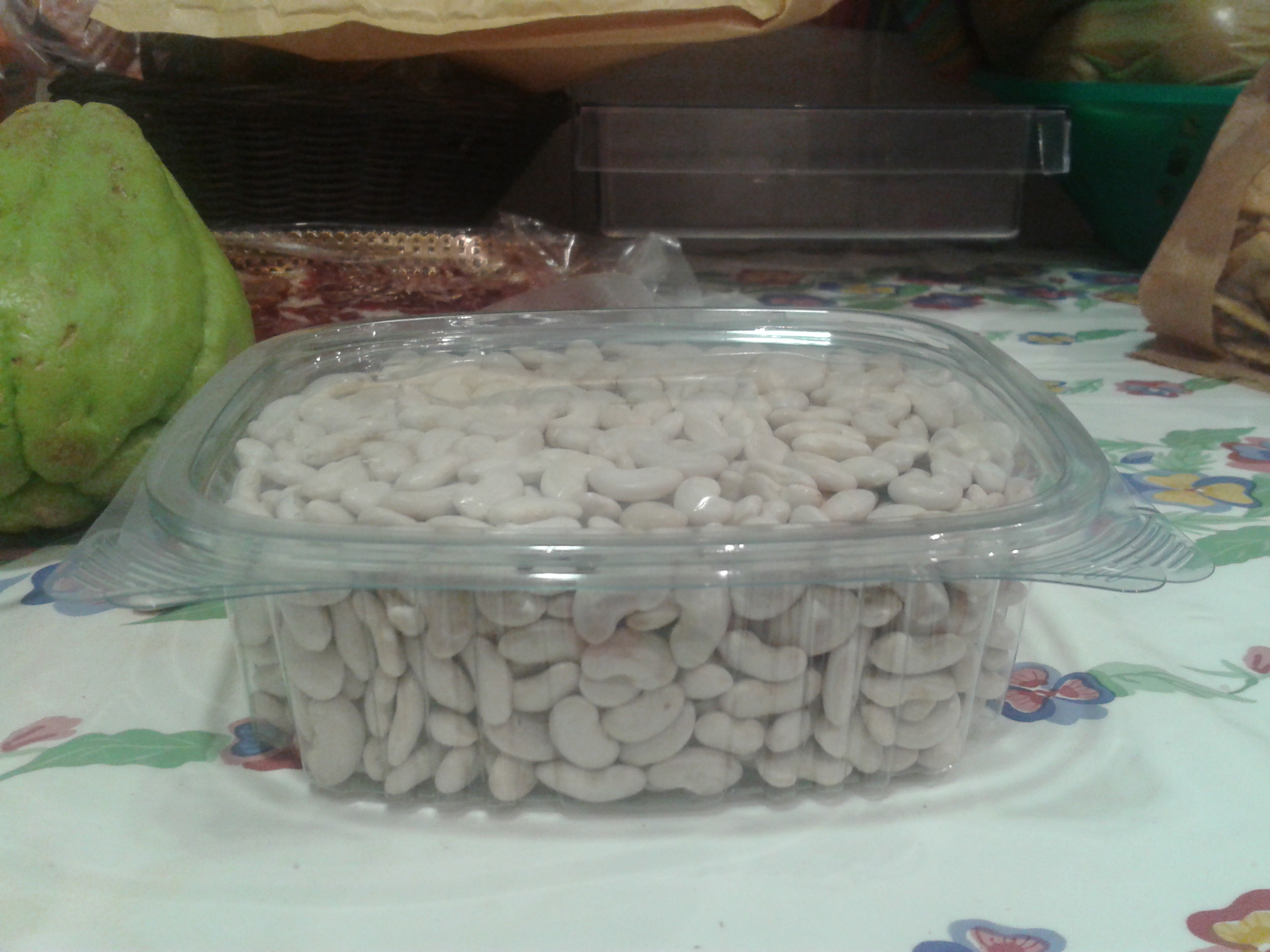
Mongetes del ganxet preparades per ser comercialitzades.

Actualment, la mongeta del ganxet es comercialitza sota les presentacions de seques, cuites per a consum al mateix dia i seques i envasades. Les mongetes del ganxet seques es comercialitzen a l'engròs i envasades. Quan la venda és a l'engròs solen estar en sacs, capses o altres recipients i a temperatura ambient. Les mongetes seques sota la protecció de DOP només es poden comercialitzar envasades. Pel que fa a les mongetes cuites pel consum el mateix dia, alguns estudis comercials han comprovat que la majoria no les prepara cada dia sinó un o dos cops a la setmana conseqüència del fet que encara que tot és una mongeta molt apreciada, el cost econòmic respecte a altres varietats de mongeta és més elevat. Les seques i esterilitzades tenen el problema que, segurament per la seva composició elevada en proteïnes, no toleren prou els tractaments de calor necessaris per a una correcta esterilització. Les mongetes del ganxet que es comercialitzen amb aquest sistema presenten sovint una textura gomosa, de color torrat i regustos desagradables de cuit. Aquests canvis de textura, color i gust són deguts a la reacció de Maillard que es dona en aliments rics en proteïnes i sucres quan s'esterilitzen. Per aquest motiu, en aquest cas, el consell regulador té un protocol concret per a aquest tipus de venda.

## Reconeixement i protecció legal
La Generalitat de Catalunya va atorgar a la mongeta Ganxet la Denominació Comarcal de Producte Alimentari del Vallès (per al Vallès Occidental, Ordre del 10 de febrer de 1993, DOGC de 17 març de 1993 i per al Vallès Oriental, Ordre del 3 d'abril de 1995, DOGC 12 d'abril 1995). Aquesta denominació es va crear (Decret 252/1989 de 25 de setembre) per a protegir productes típics i tradicionals de les comarques catalanes, que destaquen i es distingeixen de la resta per les seves característiques específiques. El 23 d'abril de 2007, adoptà la decisió d'inscriure-la al registre de Denominació d'Origen Protegida amb els noms de Mongeta del Ganxet Vallès-Maresme, Fesol del Ganxet Vallès-Maresme o Judía del Ganxet Vallès-Maresme., El 27 d'abril de 2011 el consell regulador de la protecció d'origen europea, va alçar el seu informe favorable a la Comissió Europea qui el gener de 2012 va atorgar la denominació d'origen protegida amb la menció d'Apel·lació Geogràfica Protegida (AGP) el que suposa que tant la producció com la transformació i l'elaboració dels productes amb aquest reconeixement, han tingut lloc a l'àrea geogràfica que marca la denominació.

## Esdeveniments relacionats
- A Gallecs se celebren anualment les Jornades sobre la Mongeta del Ganxet.[3]
- A Caldes d'Estrac se celebra al mes de novembre una fira relacionada amb el món de la Mongeta del Ganxet.[3]
- A Castellar del Vallès, el premi del festival de cinema BRAM! és un sac de mongetes del ganxet.[36]
- La mongeta del ganxet atrau bona part del protagonisme de la Setmana de la Cuina del Vallès, que se celebra anualment a Castellar del Vallès a finals del mes de gener.[37]
- A Llerona, poble de Les Franqueses del Vallès, se celebra anualment des del 2011 la Festa de la Mongeta del Ganxet. El 2013 va ser anomenada «Capital mundial de la mongeta del ganxet» i va ser presentada per Espartac Peran, on hi van assistir més de 800 persones.[38] Des del 2012, a més, s'hi celebra un concurs de cuina de receptes amb mongetes del ganxet.
- LA DOP GANXET PROVOCA EROSIÓ GENÈTICA I LIMITA EL DRET DELS AGRICULTORS[39]